# Aéronautique Militaire
La Aeronáutica Militar de Francia (en francés: Aéronautique militaire) fue el cuerpo aéreo del Ejército Francés desde 1909 hasta 1933, año en que se convirtió en una fuerza aérea independiente con el nombre de Ejército del Aire (Armée de l'air).

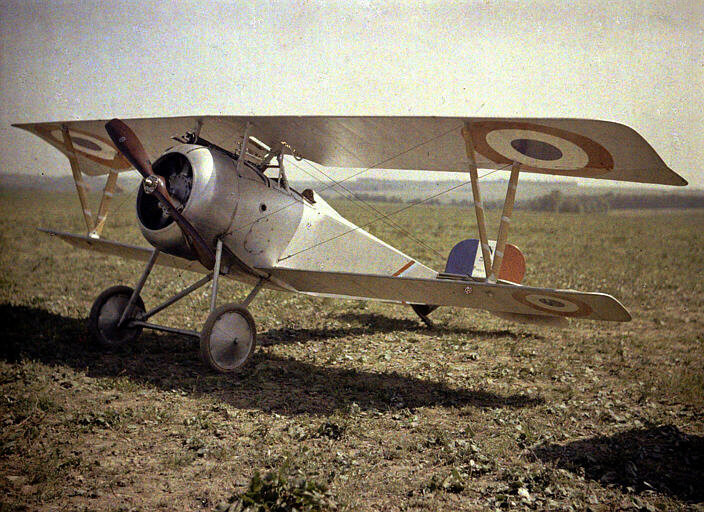
Caza francés Nieuport 17 C.1 en 1917.